# Wulkau
Wulkau is een plaats en voormalige gemeente in de Duitse deelstaat Saksen-Anhalt, en maakt deel uit van de Landkreis Stendal.
Wulkau telt 452 inwoners.